# Tatáu Island

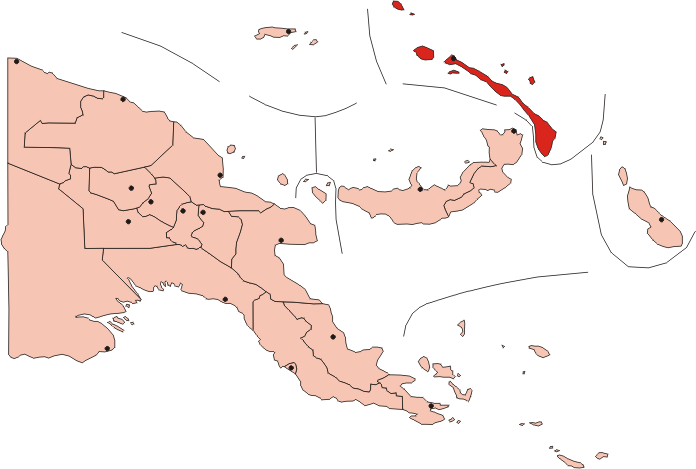
New Ireland översikskarta

Tatáu Island eller Tatáuön (tidigare San Lorenzo) är en ö i Bismarckarkipelagen i västra Stilla havet och tillhör Papua Nya Guinea.

## Geografi
Tatáu Island ingår i Tabaröarna och utgör en del av New Irelandprovinsen. Den ligger cirka 900 km nordöst om Port Moresby och cirka 25 km nordöst om provinsens huvudö Niu Ailan.
Ön är av vulkaniskt ursprung och har en area om ca 90 km² med en längd på cirka 13 km och cirka 10 km bred. Den högsta höjden är på cirka 300 m ö.h. Den västra kusten har fem stora vikar där den största är Maragat Bay och utanför ligger den lilla Mabau Islet. Tatáuön är den mellerst och näst största ön i ögruppen.
Befolkningen är främst fördelad på ett fåtal byar längs kusten och öns inre täcks till största del av regnskog. Huvudorten Marai ligger på öns västra del.
Ön kan endast nås med fartyg då den saknar flygplats, grannön Tabar Island ligger på andra sidan av det knappt kilometer breda sundet som skiljer öarna.

## Historia
Ögruppen har troligen bebotts av melanesier sedan cirka 1500 f.Kr. Den upptäcktes av nederländske kaptenerna Jacob Le Maire och Willem Corneliszoon Schouten i juni 1616 som då namngavs dem "Gardneröarna". De återupptäcktes senare av Abel Tasman som då döpte området till "Visscheröarna".
Området hamnade 1885 under tysk överhöghet som del i Tyska Nya Guinea. Området förvaltades till en början av handelsbolaget Neuguinea-Compagnie.
Efter första världskriget hamnade området under australisk kontroll och Australien fick senare även officiellt mandat för hela Bismarckarkipelagen av Förenta Nationerna. 
1942 till 1945 ockuperades området av Japan men återgick sedan till australisk förvaltningsmandat tills Papua Nya Guinea blev självständigt 1975.